# Oscar Adriani
Oscar Adriani (Lodi, 18 settembre 1965) è un fisico italiano.

## Biografia
È stato vice-portavoce (deputy spokesman) dell'esperimento LHCf al Large Hadron Collider del CERN, direttore della Sezione INFN di Firenze ed è componente della giunta esecutiva, sempre dell'INFN. È stato insignito nel 2012 dell'onorificenza di Commendatore. Ha partecipato agli esperimenti L3 al CERN e all'esperimento Pamela su satellite, prima di lavorare in LHCf . È professore di fisica ed è stato presidente del Corso di Laurea in Fisica e Astrofisica all'Università degli Studi di Firenze dal 15 ottobre 2013 al giugno 2015.

## Onorificenze

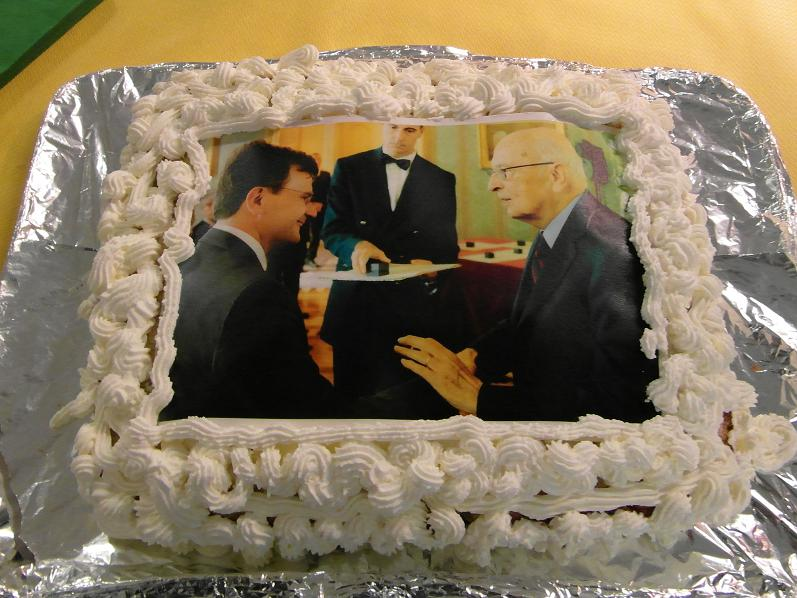
Nella foto la torta commemorativa dell'Onorificenza.